# Lenka Gulová
Lenka Gulová (* 18. října 1965) je česká pedagožka, bývalá vedoucí Katedry sociální pedagogiky a Kabinetu multikulturní výchovy na Pedagogické fakultě Masarykovy univerzity v Brně, od roku 2014 také místostarostka obce Rašovice v okrese Vyškov.

## Studium a kariéra
V letech 1988–1992 absolvovala Gymnázium Bučovice, poté dva roky studovala vychovatelství v Boskovicích, v letech 1994–1996 tentýž obor studovala na Pedagogické fakultě Univerzity Palackého v Olomouci. Od roku 1997 pokračovala doktorským studiem na Pedagogické fakultě Masarykovy univerzity v Brně. V listopadu 2006 obhájila disertační práci na téma Postavení multikulturní výchovy v systému sociální pedagogiky a získala titul Ph.D. Práci jí vedl Milan Přadka.
Do roku 1997 pracovala jako vychovatelka na domě mládeže Obchodní akademie Bučovice, poté začala působit na Katedře pedagogiky Pedagogické fakulty Masarykovy univerzity v Brně, od roku 2001 jako asistentka na Katedře sociální pedagogiky téže fakulty. Katedru tehdy také spoluzakládala. Vyučuje mimo jiné sociální pedagogiku, sociální práci, multikulturní výchovu, andragogiku či gerontagogiku.
Dlouhodobě se zabývá vzděláváním a aktivizací sociálně znevýhodněných skupin, zejména romského obyvatelstva a azylantů, možnostmi podpory žáků se speciálními vzdělávacími potřebami, multikulturní výchovou a rozvojem inkluzivního prostředí ve školách. V rámci Kabinetu multikulturní výchovy realizovala v letech 2006–2012 výstavbu volnočasového centra v africké Angole, ve válkou zničeném městě Kuito a provincii Bié. Od roku 2011 se ve spolupráci s Asociací pro mezinárodní otázky podílí na rozvoji školství na Ukrajině. V únoru až březnu 2015 také s katedrou iniciovala sbírku na pomoc lidem postiženým válkou na Ukrajině. V souvislosti se svým odborným zaměřením se ovšem stala také terčem hackerského útoku skupiny kolem rasistického webu White Media.
Rektor Masarykovy univerzity Petr Fiala jí v květnu 2011 na Dies academicus udělil stříbrnou medaili za realizaci projektů v Angole. V květnu 2016 se pak stala vůbec první nositelkou Ceny rektora Masarykovy univerzity za aktivní rozvoj občanské společnosti, kterou jí udělil Mikuláš Bek.

## Politické angažmá
V říjnu 2014 úspěšně kandidovala v komunálních volbách za Sdružení nestraníků do zastupitelstva obce Rašovice a 6. listopadu byla zvolena místostarostkou. V následujících volbách roku 2018 byla opět zvolena do zastupitelstva, tentokrát z druhého místa kandidátní listiny Společně pro Rašovice. A opět v roce 2022 ve volbách do rašovského zastupitelstva uspěla za stejné uskupení a znovu se stala (neuvolněnou) místostarostkou.

## Výběr z bibliografie
- Testy pro pedagogicko-psychologickou přípravu romských asistentů. Příprava vydání Gulová Lenka, Čech Tomáš. Brno: Paido, 2001. 84 s. ISBN 80-7315-011-5.
- GULOVÁ, Lenka. Sociální práce pro pedagogické obory. Praha: Grada Publishing, 2011-08-31. 208 s. Dostupné online. ISBN 978-80-247-3379-1.
- Výzkumné metody v pedagogické praxi. Příprava vydání Gulová Lenka, Šíp Radim. Praha: Grada Publishing, 2013-10-29. 284 s. Dostupné online. ISBN 978-80-247-4368-4.
- Aplikace mechanismů sociální pedagogiky do sociální a pedagogické práce - praxe a výzkum. Příprava vydání Lenka Gulová. 1. vyd. Brno: Masarykova univerzita, 2015. 153 s. ISBN 978-80-210-8159-8, ISBN 80-210-8159-7. OCLC 953517214
- Studentské profesní praxe - aktivizace seniorů : výukové materiály. Příprava vydání Lenka Gulová. 1. vyd. Brno: Masarykova univerzita, 2015. 371 s. Dostupné online. ISBN 978-80-210-8147-5, ISBN 80-210-8147-3. OCLC 956489376